# Nicolas Marroc

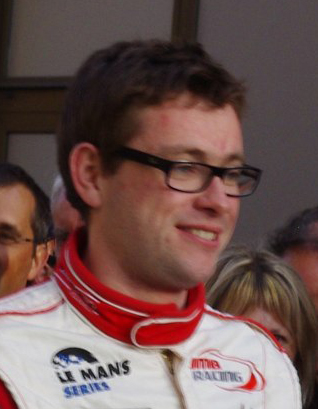
Nicolas Marroc (2011)

Nicolas Marroc (La Roche-sur-Yon, 5 december 1986) is een Frans autocoureur.

## Carrière

### Formule Renault Campus Frankrijk
Marroc begon zijn carrière in het formuleracing in 2006, in de Championnat de France FFSA Formule Campus Renault Elf. Hij eindigde hierin als negende in het kampioenschap met 44 punten, met zeven uit de dertien races waarin hij punten scoorde, inclusief een podium op het Circuit de Lédenon.

### Formule Renault
In 2007 nam Marroc deel aan het Championnat de France Formule Renault 2.0 voor de teams Pole Services en TCS Racing. Hij eindigde als 24e in het kampioenschap zonder punten. In de Eurocup Formule Renault 2.0 was hij gastcoureur op Magny-Cours en in Barcelona.
Het volgende seizoen nam Marroc deel aan zowel de Eurocup als de Formule Renault 2.0 WEC voor het team TCS Racing. Hij behaalde geen punten in de Eurocup, maar in de West-Europese Cup werd hij 28e in het kampioenschap door een tiende plaats in Le Mans.

### Formule 3
In 2009 stapte Marroc over naar het Duitse Formule 3-kampioenschap voor het team Racing Experience. Hij eindigde als twaalfde in het kampioenschap met zesmaal punten uit achttien races. Hij was ook gastrijder in het Britse Formule 3-kampioenschap op Spa in de Nationale Klasse.
In 2010 rijdt Marroc in de Formule 3 Euroseries voor het team Prema Powerteam. Hij rijdt hier als teamgenoot van Daniel Juncadella. Hij eindigde hier als elfde in het kampioenschap met twee podiumplaatsen in Valencia en op Oschersleben.

### Le Mans Series
In 2011 rijdt Marroc in de Le Mans Series verschillende evenementen in de FLM-klasse. Hij eindigt hier als vijfde in het kampioenschap met een overwinning op Imola. Hij nam ook deel aan de 24 uur van Le Mans van dat jaar voor het team JMB Racing, met als teamgenoten zijn landgenoten Manuel Rodrigues en Jean-Marc Menehem. Zij finishten als 4e in de GTE Am-klasse en als 27e in totaal.

### GP2
In november 2011 werd bekend dat Marroc gaat rijden in de GP2-finale op het Yas Marina Circuit in Abu Dhabi voor het team Ocean Racing Technology, met als teamgenoot de Portugees António Félix da Costa.